# Childrena zenobia
Childrena zenobia är en fjärilsart som beskrevs av John Henry Leech 1890. Childrena zenobia ingår i släktet Childrena och familjen praktfjärilar. Inga underarter finns listade i Catalogue of Life.